# Euskal Herria Bildu
Euskal Herria Bildu (en eusquera, Reunir el País Basc) és una coalició independentista del País Basc formada per diversos partits de l'esquerra abertzale, entre els quals hi ha Eusko Alkartasuna, Aralar, Sortu i la plataforma Alternatiba.

## Antecedents
A les eleccions al Parlament Basc de 2009 l'esquerra Eleccions al Parlament Basc de 2009 no es va poder presentar per la il·legalització de Democràcia Tres Milions, possibilitant al front espanyolista format pel PSE-EE-PSOE, el Partit Popular i Unió, Progrés i Democràcia formar govern, amb el líder socialista Patxi López al capdavant com a nou lehendakari d'Euskadi.

## Formació
La creació d'Euskal Herria Bildu va ser acordada per Eusko Alkartasuna (EA), Aralar, Alternatiba i el sector de l'esquerra abertzale afí a Sortu, amb la coalició Amaiur com a precedent immediat, integrada pels mateixos membres que es van presentar a les eleccions generals del 2011, i la coalició Bildu, en què no va participar Aralar i que es va presentar a les municipals, forals basques i autonòmiques navarreses d'aquell any.

## Història
Euskal Herria Bildu es va presentar per primer cop a les Eleccions al Parlament Basc de 2012, amb Laura Mintegi com a candidata a Lehendakari aconseguint ser la segona força del país amb 21 escons d'un total de 75 darrere del PNB, que va obtenir 27.
A les eleccions al Parlament Europeu de 2014 en la coalició Els Pobles Decideixen el seu cap de llista Josu Juaristi Abaunz va obtenir l'única acta d'eurodiputat de la llista, integrant-se al Grup de l'Esquerra Unitària Europea/Esquerra Verda Nòrdica (GUE/NGL) cedint després de tres anys i mig el seu escó a Ana Miranda Paz, la candidata del Bloc Nacionalista Gallec (BNG). A les eleccions al Parlament foral de Navarra de 2015 va ser la tercera força política, amb 8 escons d'un total de 50. El seu candidat a Lehendakari navarrès va ser l'advocat Adolfo Araiz, i Joseba Asiron va aconseguir l'alcaldia de Pamplona en les eleccions municipals de 2015, en les que va ser segona força, mantenint el càrrec fins al 2019. A les eleccions al Parlament Basc de 2016 va baixar a 18 escons i un 21,13% dels vots amb unes llistes encapçalades per Maddalen Iriarte.
Arnaldo Otegi Mondragon fou elegit coordinador general de la coalició EH Bildu amb el 84% dels vots el 17 de juny de 2017 al congrés de la refundació de la coalició d'Eusko Alkartasuna, Aralar, Sortu i la plataforma Alternatiba deixant la secretaria general de Sortu.
A les eleccions al Parlament foral de Navarra de 2019 va baixar fins a ser quarta força política, amb 7 escons d'un total de 50, perdent-ne un respecte 2015. A les eleccions al Parlament Basc de 2020, de nou encapçalats per Maddalen Iriarte va mantenint la segona posició arribant als 22 escons i un 27,84% dels vots. A les eleccions al Parlament Europeu de 2019 Pernando Barrena va ser elegit eurodiputat i va exercir fins a setembre de 2022, quan va cedir el seu escó a Ana Miranda Paz del BNG en compliment dels pactes de la coalició. Les eleccions municipals i les eleccions a les Juntes Generals del 28 de maig van estar dominades per l'ascens d'EH Bildu, la coalició sobiranista va superar per primera vegada al PNB en regidors, tot i que els jeltzales es van mantenir en primer lloc. A les eleccions al Parlament de Navarra de 2023, amb Laura Aznal Sagasti com a cap de llista, va augmentar la seva representació a 9 escons i a les eleccions generals del 23 de juliol de 2023 va aconseguir més vots que el PNB i va obtenir sis escons, un mes que en 2019, amb la possibilitat real de ser derrotats a les eleccions al Parlament Basc de 2024 davant els abertzales i perdre l'hegemonia que ha mantingut des de la transició. Bildu va aconseguir 15 alcaldies a Àlaba, 41 a Biscaia, 51 a Guipúscoa, i 39 a Navarra, i Joseba Asiron va recuperar l'alcaldia de Pamplona.
El desembre de 2023 EH Bildu va proposar Pello Otxandiano Kanpo com a cap de llista per a les eleccions al Parlament Basc.
En el tercer congrés de la formació, el 8 de febrer de 2025 es va reelegir Arnaldo Otegi Mondragon com a Secretari General.

## Resultats electorals

### Parlament Basc
| Any  | Vots    | %     | Pos. | Escons  | +/– |
| ---- | ------- | ----- | ---- | ------- | --- |
| 2012 | 277.923 | 24,67 | 2n   | 21 / 75 | Nou |
| 2016 | 225.172 | 21,13 | 2n   | 18 / 75 | 3   |
| 2020 | 249.580 | 27,60 | 2n   | 21 / 75 | 3   |
| 2024 | 341.735 | 31.92 | 2n   | 27 / 75 | 6   |

### Parlament de Navarra
| Any  | Vots   | %    | Pos. | Escons | +/– |
| ---- | ------ | ---- | ---- | ------ | --- |
| 2015 | 48.166 | 14,2 | 3.ª  | 8 / 50 | Nou |
| 2019 | 50.631 | 14,5 | 4.ª  | 7 / 50 | 1   |
| 2023 | 55.478 | 17,3 | 3.ª  | 9 / 50 | 2   |

### Juntes Generals del País Basc
| Any  | Vots    | %     | Pos. | Diputats | +/– |
| ---- | ------- | ----- | ---- | -------- | --- |
| 2015 | 242.431 | 22,73 | 2.ª  | 39 / 153 | Nou |
| 2019 | 266.946 | 23,98 | 2.ª  | 39 / 153 | =   |
| 2023 | 290.513 | 29,33 | 2.ª  | 51 / 153 | 12  |

### Corts Generals
| Any       | Any       | Vots - (%)          | Pos. | Escons  | +/- | Senadors | +/- |
| --------- | --------- | ------------------- | ---- | ------- | --- | -------- | --- |
| 2015      | España    | 219.125 \| (0,87%)  | 12è  | 2 / 350 | Nou | 0 / 208  | Nou |
| 2015      | País Basc | 184.186 \| (15,07%) | 4t   | 2 / 18  | Nou | 0 / 12   | Nou |
| 2015      | Navarra   | 34.939 \| (9,9%)    | 4t   | 0 / 5   | Nou | 0 / 4    | Nou |
| 2016      | España    | 184.713 \| (0,77%)  | 11è  | 2 / 350 | =   | 0 / 208  | =   |
| 2016      | País Basc | 153.339 \| (13,3%)  | 4t   | 2 / 18  | =   | 0 / 12   | =   |
| 2016      | Navarra   | 31.374 \| (9,38%)   | 4t   | 0 / 5   | =   | 0 / 4    | =   |
| 2019 (I)  | España    | 259.647 \| (0,99%)  | 10è  | 4 / 350 | 2   | 1 / 208  | 1   |
| 2019 (I)  | País Basc | 212.200 \| (16,7%)  | 3r   | 4 / 18  | 2   | 1 / 12   | 1   |
| 2019 (I)  | Navarra   | 46.640 \| (12,77%)  | 4t   | 0 / 5   | =   | 0 / 4    | =   |
| 2019 (II) | España    | 277.621 \| (1,15%)  | 10è  | 5 / 350 | 1   | 1 / 208  | =   |
| 2019 (II) | País Basc | 221.073 \| (18,78%) | 3r   | 4 / 18  | =   | 1 / 12   | =   |
| 2019 (II) | Navarra   | 56.548 \| (16,96%)  | 3r   | 1 / 5   | 1   | 0 / 4    | =   |
| 2023      | Espanya   | 333.362 \| (1,36%)  | 7è   | 6 / 350 | 1   | 4 / 208  | 3   |
| 2023      | País Basc | 274.676 \| (23,95%) | 3r   | 5 / 18  | 1   | 4 / 12   | 3   |
| 2023      | Navarra   | 58.686 \| (17,31%)  | 2n   | 1 / 5   | =   | 0 / 4    | =   |

### Parlament Europeu
| Any  | Total                                  | Total                                  | Total                                  | Total  | Total | País Basc | País Basc | País Basc | Navarra | Navarra | Navarra |
| Any  | Vots                                   | %                                      | Pos.                                   | Escons | +/–   | Votos     | %         | Pos.      | Vots    | %       | Pos.    |
| ---- | -------------------------------------- | -------------------------------------- | -------------------------------------- | ------ | ----- | --------- | --------- | --------- | ------- | ------- | ------- |
| 2014 | Dins la coalició Els Pobles Decideixen | Dins la coalició Els Pobles Decideixen | Dins la coalició Els Pobles Decideixen | 1 / 54 | 1     | 177 694   | 23,4      | 2.º       | 44 129  | 20,2    | 2.º     |
| 2019 | Dins la coalició Ara Repúbliques       | Dins la coalició Ara Repúbliques       | Dins la coalició Ara Repúbliques       | 1 / 54 | =     | 246 488   | 22,0      | 2.º       | 54 308  | 16,0    | 3.º     |